# Emilian Wiszka
Emilian Wiszka (ur. 1 grudnia 1940 w Żurawcach koło Tomaszowa Lubelskiego, zm. 21 października 2014 w Toruniu) – polski historyk.
W 1962 ukończył Studium Nauczycielskie, w 1968 geografię w Wyższej Szkole Pedagogicznej w Gdańsku, a w 2000 uzyskał stopień doktora na Wydziale Nauk Historycznych Uniwersytecie Mikołaja Kopernika w Toruniu.
Od połowy lat 90. XX w. był współpracownikiem Instytutu Historii i Archiwistyki, a następnie Katedry Stosunków Międzynarodowych UMK.
Prowadził badania nad dziejami emigracji ukraińskiej w Polsce w latach 1920–1939. Jest autorem monografii „Prasa emigracji ukraińskiej w Polsce 1920-1939” (Toruń 2001), jak również książki: „Emigracja ukraińska w Polsce 1920-1939” (Toruń 2004).
Jest autorem ponad stu artykułów naukowych, popularnonaukowych oraz recenzji opublikowanych w Polsce, Ukrainie, Francji i Wielkiej Brytanii, współorganizatorem oraz uczestnikiem konferencji naukowych i kongresów w Polsce (m.in. w Toruniu, Warszawie, Wrocławiu, Gdańsku) i Ukrainie (m.in. we Lwowie, Charkowie, Odessie, Łucku, Czerniowcach). Był również tłumaczem z języka ukraińskiego i rosyjskiego, oraz współredaktorem kilku wydawnictw naukowych w tym czasopisma toruńsko-kijowskiego „Nad Wisłą i Dnieprem”.

## Publikacje
Nad Wіsłą і Dnіeprem. Polska і Ukraіna w przestrzenі europejskiej – przeszłość і teraźnіejszość. Zbiór prac naukowych dedykowanych profesorowie Emilianowi Wiszce (1940-2014). – Toruń-Kijów: Consortium scientifico-éducatif international Lucien Febvre, 2017. – T.1. – S.104-107. http://iff.kubg.edu.ua/images/photogallery/Nad_Visloyu_ta_Dniprom/%20%202017.pdf